# Grizz Chapman
Grizzwald Chapman, detto Grizz (Brooklyn, 16 aprile 1974), è un attore statunitense.

## Biografia
Chapman è noto soprattutto per aver interpretato il personaggio di Grizz nella serie di 30 Rock, un ruolo che ha ripetuto in ottanta repliche tra il 2006 e il 2013.
Nel luglio 2010 ha subito un trapianto di reni dopo un lungo trattamento di dialisi. Chapman è sposato con Diana Chapman dal 2002 e la coppia ha avuto due figli.

## Filmografia

### Cinema
- Mr Cobbler e la bottega magica (The Cobbler), regia di Tom McCarthy (2014)
- Money Monster - L'altra faccia del denaro (Money Monster), regia di Jodie Foster (2016)

### Televisione
- 30 Rock - serie TV, 80 episodi (2006-2013)
- Blue Bloods - serie TV, 1 episodio (2013)
- The Blacklist - serie TV, 1 episodio (2015)
- The Good Fight - serie TV, 1 episodio (2018)

## Doppiatori italiani
Nelle versioni in italiano delle opere in cui ha recitato, Grizz Chapman è stato doppiato da:
- Gianluca Machelli in 30 Rock
- Alessandro Messina in Blue Bloods